# Innerschwand am Mondsee

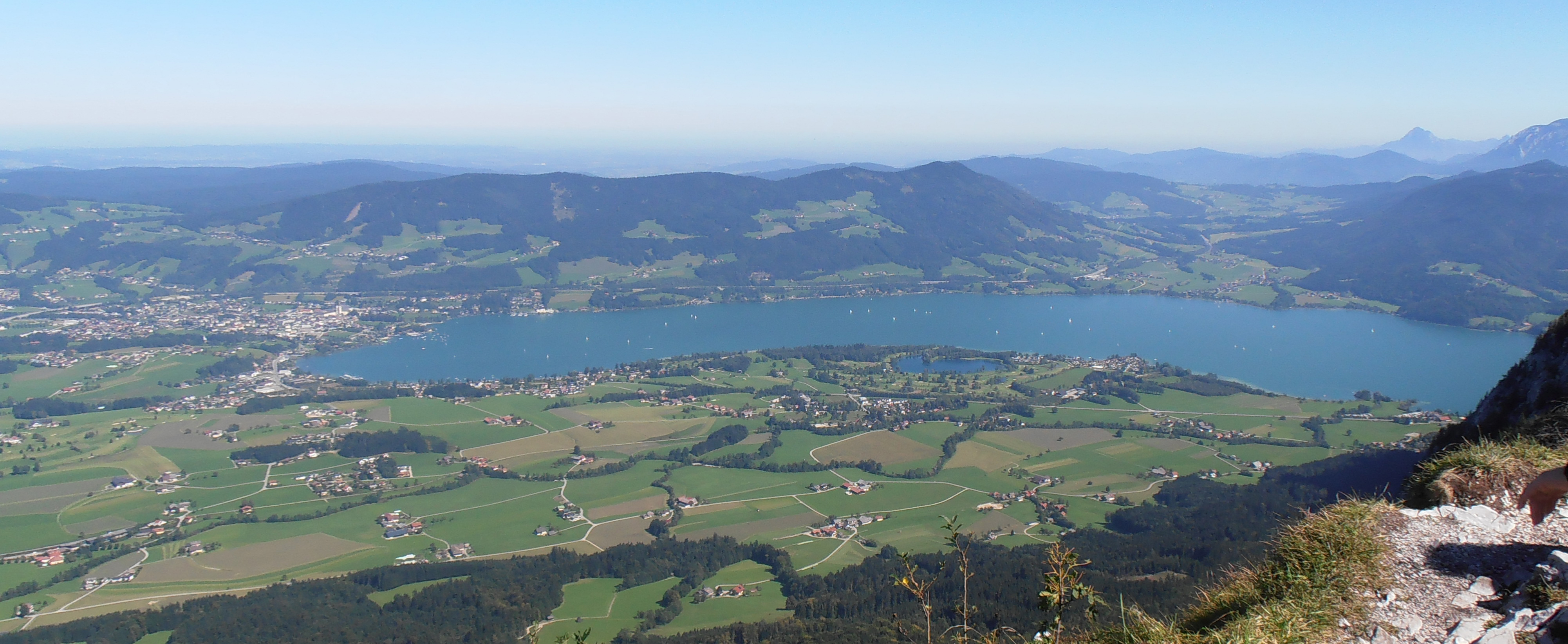
Der Mondsee mit Innerschwand in der rechten Bildhälfte hinter dem See.

Innerschwand am Mondsee  ist eine Gemeinde  in Oberösterreich im Bezirk Vöcklabruck  im Hausruckviertel mit 1265 Einwohnern (Stand 1. Jänner 2024). Die Gemeinde liegt im Gerichtsbezirk Vöcklabruck, seit der Gerichtsbezirk Mondsee per 1. Juli 2013 aufgelöst wurde.

## Geografie
Innerschwand am Mondsee liegt im Salzkammergut. Das Gemeindegebiet wird von der Wangauer Ache durchflossen, die bei Loibichl in den Mondsee mündet. Der See liegt in einer Höhe von etwas unter 500 Meter über dem Meer. Nördlich und südlich des Flusses steigt das Land bewaldet auf über 1000 Meter an. Die Ausdehnung der Gemeinde beträgt von Nord nach Süd 5,8 km, von West nach Ost 6,1 km. Die Gesamtfläche ist 19 Quadratkilometer. Davon ist mehr als die Hälfte bewaldet, 37 Prozent der Fläche werden landwirtschaftlich genutzt.

### Gemeindegliederung
Das Gemeindegebiet umfasst folgende Ortschaften (in Klammern Einwohnerzahl Stand 1. Jänner 2024):
- Au (157)
- Innerschwand (1108)

Ortsteile sind: Ahornweg, Anzenberg, Auhof, Baumgarten, Bergen, Hinterwald, Konradweg, Lehen, Loibichl, Maierhof, Niedersee, Seeblick, Seewinkl, Stabau, Wangau, Warte am See.

### Nachbargemeinden
| Tiefgraben |                                             | Oberwang             |
|            | Kompassrose, die auf Nachbargemeinden zeigt |                      |
| Mondsee    |                                             | Unterach am Attersee |

## Geschichte
Das Gebiet war bereits in der späten Jungsteinzeit von 3800 bis 3300 vor Christus besiedelt. Das zeigt die Fundstelle Mooswinkel, eine etwa 70 mal 40 Meter große Seeufersiedlung, die jetzt in 1 bis 7,5 Meter Tiefe im Mondsee liegt. Neben den Holzfragmenten wurden Basttextilien, Tierzahnanhänger, Knochenmeißel, Knochenahlen, ein Holzlöffel, Getreidekörner und Teile von Rinder- und Hirschschädeln geborgen. Gemeinsam mit ähnlichen Funden von Pfahlbausiedlungen zählt Innerschwand seit 2011 zur grenzübergreifenden UNESCO-Welterbestätte Prähistorische Pfahlbauten um die Alpen.
Ursprünglich im Ostteil des Herzogtums Bayern liegend, kam der Ort mit dem Mondseeland nach dem Landshuter Erbfolgekrieg 1506 zum Erzherzogtum Österreich. Noch im selben Jahr verpfändete Kaiser Maximilian das Mondseeland an den Erzbischof von Salzburg. Erst nach 60 Jahren wurde die Rückkaufklausel geltend gemacht und somit kam das Mondseeland 1565 zum Land Österreich ob der Enns. Während der Napoleonischen Kriege war der Ort zwischen 1809 und 1816 nochmal Bayern zugeschlagen.
Am 11. Mai 2007 wurde die Gemeinde in Innerschwand am Mondsee umbenannt.

### Einwohnerentwicklung
1991 hatte die Gemeinde laut Volkszählung 903 Einwohner, 2001 dann 1050 Einwohner.

## Kultur und Sehenswürdigkeiten

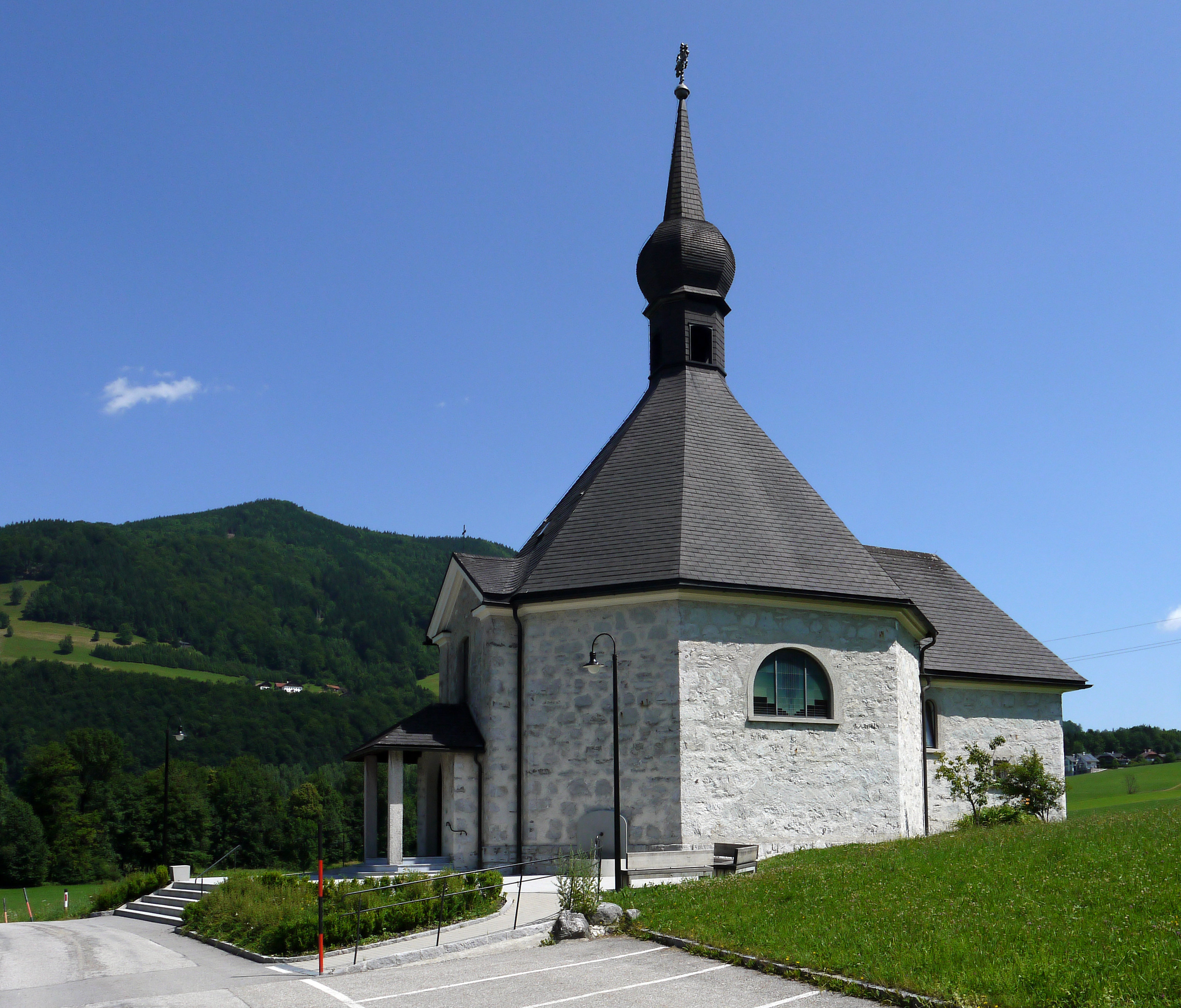
Filialkirche zum hl. Josef in Loibichl

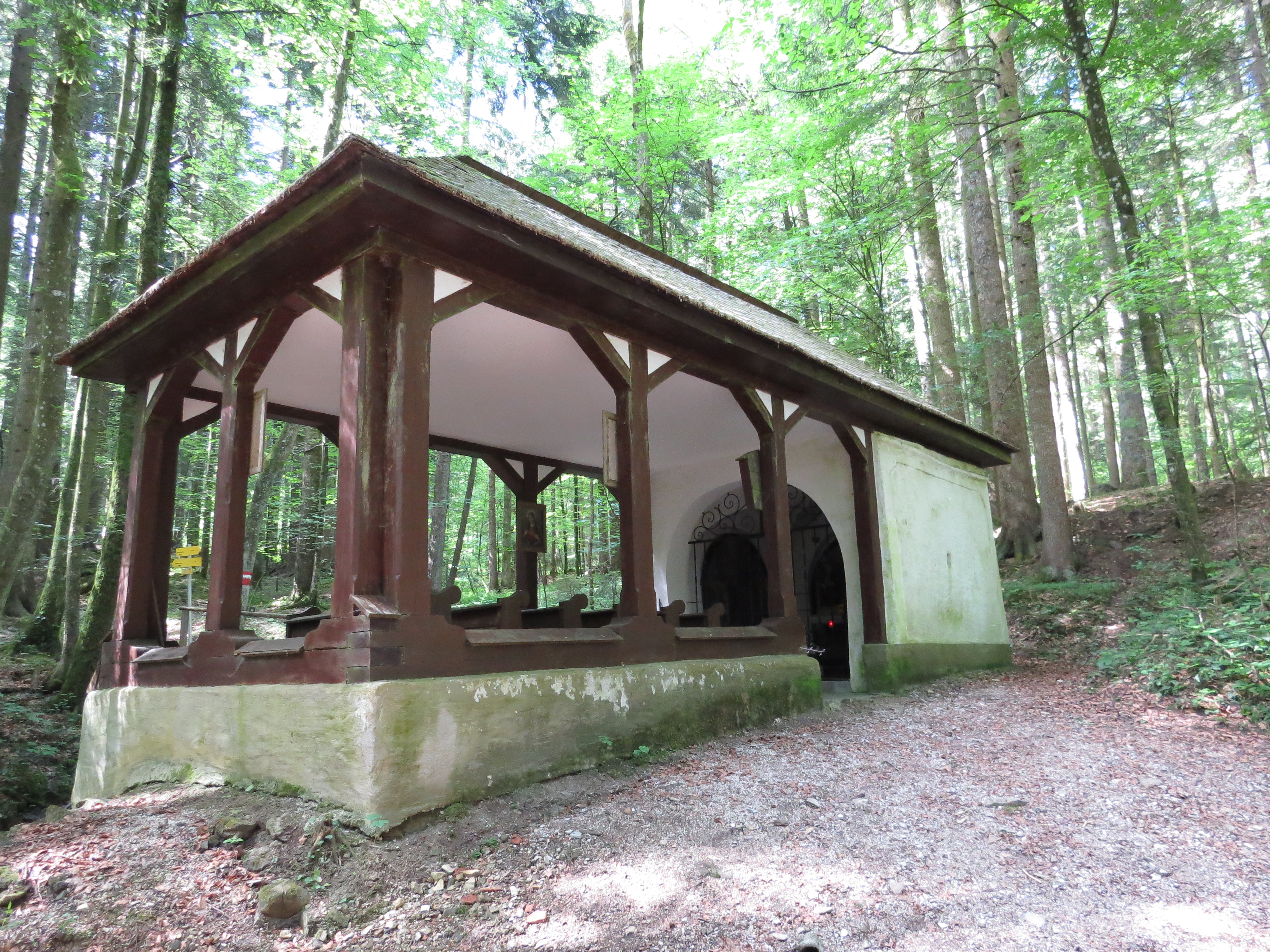
Konradsbrunnen-Kapelle

- Katholische Filialkirche Innerschwand am Mondsee hl. Josef in Loibichl
- Konradsbrunnen-Kapelle

## Wirtschaft und Infrastruktur

### Wirtschaftssektoren
Von den 70 landwirtschaftlichen Betrieben des Jahres 2010 wurden 31 im Haupterwerb geführt. Im Produktionssektor arbeiteten zehn Erwerbstätige im Bereich Herstellung von Waren und dreißig im Baugewerbe. Die größten Arbeitgeber des Dienstleistungssektors waren die Bereiche Beherbergung und Gastronomie und der Handel.
| Wirtschaftssektor            | Anzahl Betriebe | Anzahl Betriebe | Erwerbstätige | Erwerbstätige |
| Wirtschaftssektor            | 2011            | 2001            | 2011          | 2001          |
| ---------------------------- | --------------- | --------------- | ------------- | ------------- |
| Land- und Forstwirtschaft 1) | 70              | 73              | 57            | 68            |
| Produktion                   | 10              | 7               | 40            | 22            |
| Dienstleistung               | 58              | 36              | 183           | 189           |

1) Betriebe mit Fläche in den Jahren 2010 und 1999
| Von den rund 600 Erwerbstätigen, die im Jahr 2011 in Innerschwand lebten, arbeitete ein Viertel in der Gemeinde, drei Viertel pendelten aus. Durch Innerschwand verläuft die West Autobahn A1, die Raststation Mondsee befindet sich auf Gemeindegrund. | Hier fehlt eine Grafik, die leider im Moment aus technischen Gründen nicht angezeigt werden kann. Wir arbeiten daran! |

### Fremdenverkehr
Die Gemeinde zählt jährlich rund 23.000 Übernachtungen. Die Gäste kommen fast ausschließlich in den Monaten Juni bis September.

## Politik

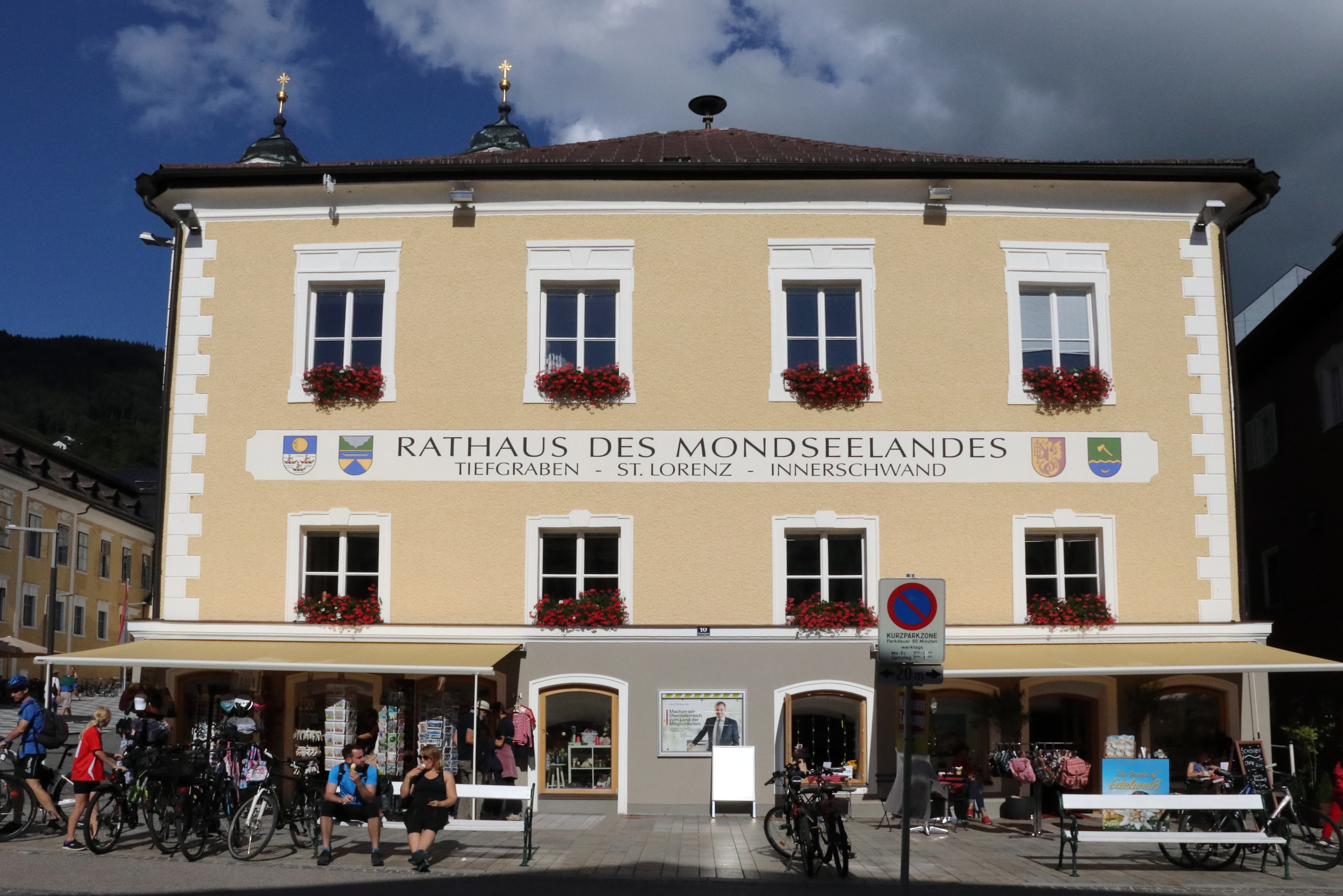
Gemeinsames Rathaus des Mondseelandes der Gemeinden Tiefgraben, St. Lorenz und Innerschwand auf Wredeplatz 2 in Mondsee

Die drei Nachbargemeinden von Mondsee – Innerschwand, St. Lorenz und Tiefgraben – haben ein gemeinsames Gemeindeamt im „Rathaus“ am Wredeplatz in Mondsee (ähnlich einer deutschen Verwaltungsgemeinschaft).

### Gemeinderat
Der Gemeinderat hat 13 Mitglieder.
- Mit den Gemeinderats- und Bürgermeisterwahlen in Oberösterreich 1997 hatte der Gemeinderat folgende Verteilung: 11 ÖVP, 1 FPÖ und 1 SPÖ.
- Mit den Gemeinderats- und Bürgermeisterwahlen in Oberösterreich 2003 hatte der Gemeinderat folgende Verteilung: 11 ÖVP und 2 SPÖ.
- Mit den Gemeinderats- und Bürgermeisterwahlen in Oberösterreich 2009 hatte der Gemeinderat folgende Verteilung: 11 ÖVP, 1 SPÖ und 1 FPÖ.
- Mit den Gemeinderats- und Bürgermeisterwahlen in Oberösterreich 2015 hatte der Gemeinderat folgende Verteilung: 9 ÖVP, 2 FPÖ und 2 SPÖ.
- Mit den Gemeinderats- und Bürgermeisterwahlen in Oberösterreich 2021 hat der Gemeinderat folgende Verteilung: 11 ÖVP und 2 FPÖ.[11]

### Bürgermeister
Bürgermeister seit 1850 waren:
- 1850–1855 Georg Schock
- 1855–1858 Johann Wesenauer
- 1858–1861 Mathias Wendtner
- 1861–1864 Johann Mayrhofer
- 1864–1867 Karl Dirnberger
- 1867–1870 Michael Stabauer
- 1870–1870 Georg Lehnleitner
- 1870–1873 Josef Wendtner
- 1873–1876 Bernhard Raudaschl
- 1876–1879 August Wessenauer
- 1879–1882 Mathias Hemetsberger
- 1882–1885 Franz Parhamer
- 1885–1888 Mathias Aigner
- 1888–1891 Peter Lindinger
- 1891–1894 Johann Holzleitner
- 1894–1897 Johann Mairhofer
- 1897–1900 Karl Mayrhofer
- 1900–1903 Michael Stabauer
- 1903–1919 August Buchbauer
- 1919–1924 Michael Wendtner
- 1924–1930 Karl Rindberger
- 1930–1942 Georg Lehenleitner
- 1942–1945 Georg Lindinger
- 1945–1945 Johann Pointinger
- 1945–1949 Georg Lehenleitner
- 1949–1955 Georg Brucker
- 1955–1961 Josef Edtmayer
- 1961–1967 Georg Brucker
- 1967–1985  Michael Stabauer
- 1985–2008 Johann Draschwandtner (ÖVP)
- 2008–2021 Alois Daxinger (ÖVP)
- seit 2021 Hans-Peter Pachler (ÖVP)

### Wappen
Blasonierung (Offizielle Beschreibung des Gemeindewappens): „Von Grün und Blau durch eine goldene Wellenleiste erniedrigt geteilt; oben eine goldene, schrägrechts gestellte Axt, unten eine goldene, nach oben geöffnete Mondsichel.“
Die Gemeindefarben sind Grün-Gelb-Blau.
Die Axt im 1980 verliehenen Gemeindewappen symbolisiert den Ortsnamen, der vom Wort „schwenden“ (= roden) abgeleitet ist. Die Mondsichel steht für die Lage des Ortes am Mondsee sowie die ehemalige Zugehörigkeit zum Kloster Mondsee.

## Persönlichkeiten

### Mit der Gemeinde verbundene Persönlichkeiten
- Inge Dick (* 1941), Fotografin und Malerin
- Michaela Langer-Weninger (* 1979), Politikerin (ÖVP) und Landwirtin